# Région métropolitaine de Maringá

Localisation dans l'état de Paraná.

La région métropolitaine de Maringá (Região Metropolitana de Maringá en portugais) est une région métropolitaine créée en 1998 dans l'état de Paraná, au Brésil. Elle regroupe 14 municipalités formant une conurbation autour de la ville de Maringá.
Elle s'étend sur 3 180 km² pour une population totale de près de 576 581 habitants en 2006.

## Noyau métropolitain
| Ville                     | Population (hab.) | Superficie (km²) |
| ------------------------- | ----------------- | ---------------- |
| Maringá                   | 324 397           | 488              |
| Sarandi                   | 88 747            | 103              |
| Paiçandu                  | 37 096            | 170              |
| Mandaguari                | 33 841            | 336              |
| Marialva                  | 33 194            | 475              |
| Astorga                   | 24 508            | 435              |
| Mandaguaçu                | 18 403            | 294              |
| Itambé                    | 5 799             | 244              |
| Doutor Camargo            | 5 655             | 118              |
| Presidente Castelo Branco | 4 802             | 156              |
| Iguaraçu                  | 3 824             | 175              |
| Ângulo                    | 3 166             | 106              |
| Ivatuba                   | 3 009             | 97               |
| Total                     | 739 195           | 4 285            |